# Gruppo Grimaldi

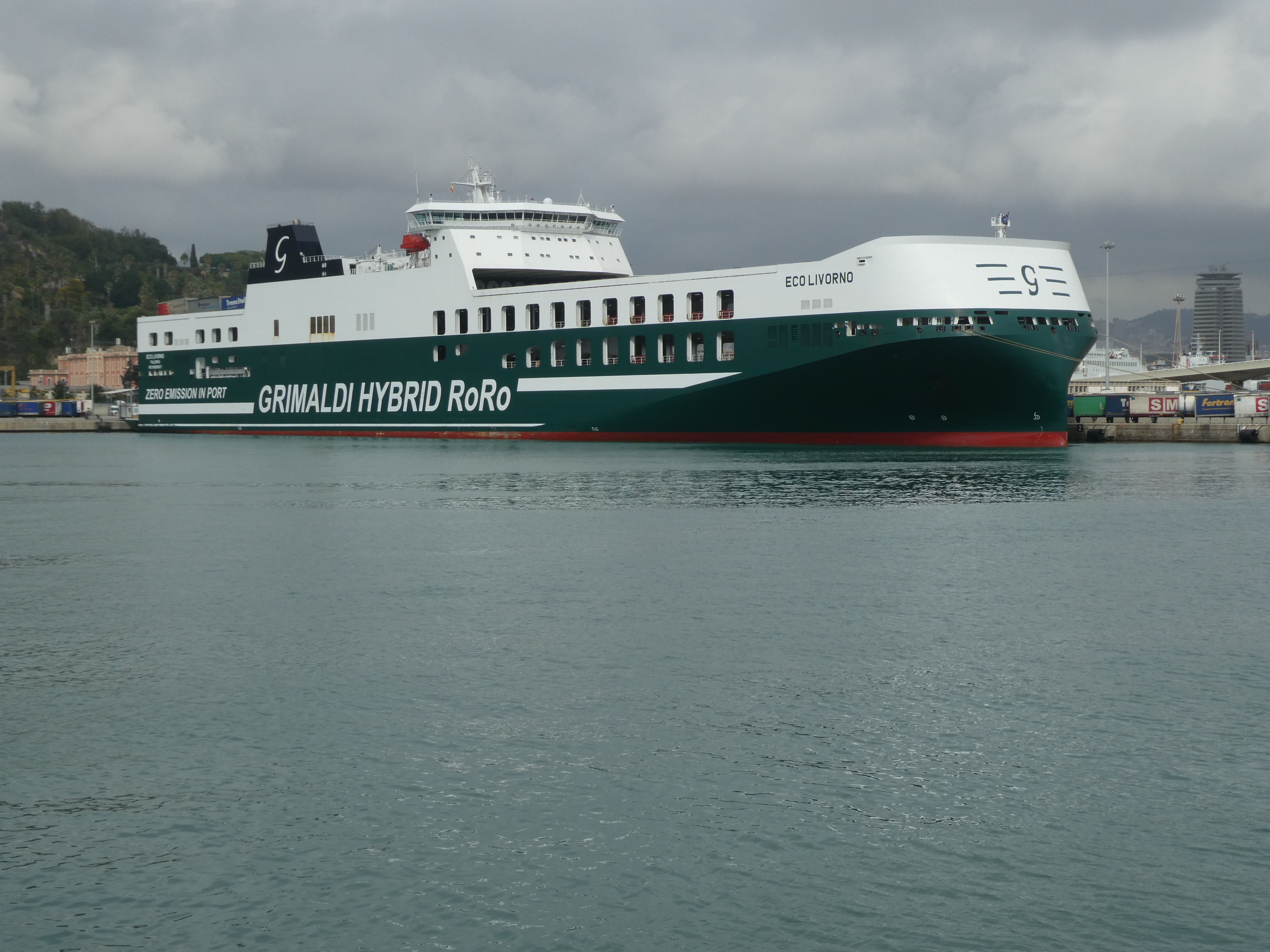
Buque Eco Livorno, en el puerto de Barcelona.

El Gruppo Grimaldi es una multinacional que opera en el sector del transporte marítimo y la logística, fundada en 1947 en Nápoles (donde está la sede operativa), con sede legal en Palermo.

## Historia
El Grupo Grimaldi fue fundado en 1947 con su sede principal en Nápoles, operando esencialmente en la cuenca mediterránea. En 1969 comenzó una conexión regular para el transporte de automóviles FIAT desde Italia a Gran Bretaña y viceversa, luego se extendió a otros países del norte de Europa y la península escandinava, así como muchos puertos en África Occidental, América del Norte y América del Sur. Desde 2000, el Grupo Grimaldi también opera un servicio de pasajeros bajo la marca Grimaldi Lines con conexiones desde Italia a las islas de Sicilia y Cerdeña, España (Barcelona), Túnez, Grecia, Marruecos, Malta y otros destinos mediterráneos.

## Compañías navieras
Las navieras vinculadas al Grupo Grimaldi son las siguientes:
- Grimaldi Euromed S.p.A.
- Grimaldi Deep Sea S.p.A.
- Atlantic Container Line ACL AB
- Minoan Lines SA
- Finnlines Plc
- Malta Motorways of the Sea Limited
- Trasmed GLE[5]